# Larissa Pacheco
Larissa Moreira Pacheco (Belém, 7 de setembro de 1994) é uma lutadora brasileira de MMA. Larissa é ex-campeã Peso Galo do Jungle Fight. Atualmente ela compete pela categoria Peso-leve feminino do PFL.

## Carreira no MMA
Larissa fez sua estreia no MMA em março de 2012 no Marituba Fight contra Raquel Pitbull. Ela venceu por finalização (chave de braço) com apenas 90 segundos de luta.

## Jungle Fight Championship
Com um cartel perfeito, Pacheco foi escalada para fazer sua estreia no Jungle Fight contra Dinha Wollstaein, no Jungle Fight 59. Ela venceu por nocaute técnico (socos) com somente 36 segundos de luta.
Em dezembro de 2013 Larissa enfrentou a mexicana Irene Aldana pelo Cinturão Peso Galo do Jungle Fight no Jungle Fight 63. Pacheco venceu por nocaute técnico no terceiro round. Essa luta foi indicada pelo WMMA Press Awards 2013 como "Luta do Ano".
Larissa fez sua primeira defesa de cinturão no Jungle Fight 68 contra Lizianne Silveira. Pacheo venceu por finalização (triângulo) no terceiro round.

## Ultimate Fighting Championship
Após obter sucesso na organização brasileira, Larissa foi contratada pelo UFC para substituir Valérie Létourneau, que sofreu uma lesão, no UFC Fight Night: Pezão vs. Arlovski II. Ela enfrentou sua conterrânea Jéssica Andrade e foi derrotada por finalização no primeiro round.
Larissa enfrentou a holandesa Germaine de Randamie no UFC 185 em 14 de Março de 2015. Ela foi derrotada por nocaute técnico no segundo round.

## Títulos e realizações

### MMA
- Jungle Fight
  - Campeã Peso Galo do Jungle Fight (Uma vez)

## Cartel no MMA
| Cartel no MMA   |             |            |
| 16 lutas        | 13 vitórias | 3 derrotas |
| Por nocaute     | 4           | 1          |
| Por finalização | 8           | 1          |
| Por decisão     | 1           | 1          |

| Res.    | Cartel | Oponente             | Método                       | Evento                                                           | Data       | Round | Tempo | Local                          | Notas                                                           |
| ------- | ------ | -------------------- | ---------------------------- | ---------------------------------------------------------------- | ---------- | ----- | ----- | ------------------------------ | --------------------------------------------------------------- |
| Vitoria | 13-3   | Sarah Kaufman        | Decisão (Unânime)            | Professional Fighters League - PFL 7: 2019 Season PFL Playoffs 1 | 11/10/2019 | 3     | 5:00  | Las Vegas, Nevada              | Classificada para a final do torneio dos leves feminino do PFL. |
| Vitoria | 12-3   | Bobbi Jo Dalziel     | Finalização (Arm-lock)       | Professional Fighters League - PFL 4: 2019 Regular Season        | 11/07/2019 | 1     | 2:31  | Atlantic City, New Jersey      |                                                                 |
| Derrota | 11-3   | Kayla Harrison       | Decisão (Unânime)            | Professional Fighters League - PFL 1: 2019 Regular Season        | 09/05/2019 | 3     | 5:00  | Uniondale, New York            | Estreia no Peso-leve e no PFL.                                  |
| Vitória | 11-2   | Karol Rosa           | Finalização (guilhotina)     | WOCS 49 - Watch Out Combat Show 49                               | 24/03/2018 | 2     | 2:59  | Rio de Janeiro                 |                                                                 |
| Derrota | 10-2   | Germaine de Randamie | TKO (socos)                  | UFC 185: Pettis vs. dos Anjos                                    | 14/03/2015 | 2     | 2:02  | Dallas, Texas                  |                                                                 |
| Derrota | 10-1   | Jéssica Andrade      | Finalização (guilhotina)     | UFC Fight Night: Pezão vs. Arlovski II                           | 13/09/2014 | 1     | 4:33  | Brasília, Distrito Federal     | Estréia no UFC.                                                 |
| Vitóia  | 10-0   | Lizianne Silveira    | Finalização (triângulo)      | Jungle Fight 68                                                  | 05/04/2014 | 3     | 2:25  | São Paulo, São Paulo           | Defendeu o Cinturão Peso Galo Feminino do Jungle Fight.         |
| Vitória | 9-0    | Irene Aldana         | TKO (socos)                  | Jungle Fight 63                                                  | 21/12/2013 | 3     | 1:50  | Belém, Pará                    | Ganhou o Cinturão Peso Galo Feminino do Jungle Fight.           |
| Vitória | 8-0    | Dinha Wollstaein     | TKO (socos)                  | Jungle Fight 59                                                  | 12/10/2013 | 1     | 0:36  | Rio de Janeiro, Rio de Janeiro |                                                                 |
| Vitória | 7-0    | Monique Bastos       | Finalização (americana)      | Jacunda Extreme Kombat                                           | 17/08/2013 | 1     | 2:58  | Jacundá, Pará                  |                                                                 |
| Vitória | 6-0    | Marcia Silva         | Finalização (guilhotina)     | Gladiator Fight 3                                                | 24/03/2013 | 2     | 1:50  | Augusto Correa, Pará           |                                                                 |
| Vitória | 5-0    | Edileusa Correa      | Finalização (triângulo)      | Marituba Total Combat 1                                          | 08/03/2013 | 2     | 2:00  | Marituba, Pará                 |                                                                 |
| Vitória | 4-0    | Thais Santana        | TKO (desistência)            | Ultimate Fight Imperatriz 3                                      | 18/08/2012 | 1     | 2:00  | Imperatriz, Maranhão           |                                                                 |
| Vitória | 3-0    | Laura Pacheco        | Finalização (anaconda)       | Adrenalina Fight                                                 | 06/08/2012 | 1     | 1:30  | Ananindeua, Pará               |                                                                 |
| Vitória | 2-0    | Alenice Correa       | TKO (socos)                  | Ultimate Fight Tracuateua                                        | 20/03/2012 | 1     | 1:27  | Tracuateua, Pará               |                                                                 |
| Vítória | 1-0    | Raquel Pitbull       | Finalização (chave de braço) | Marituba Fight                                                   | 15/03/2012 | 1     | 1:30  | Marituba, Pará                 |                                                                 |